# The Girl Who Had Everything
The Girl who had Everything är en sång inspelad av Carola Häggkvist från 1990 och finns på albumet Much More som utkom 1990. Låten släpptes som tredje singel i Sverige och placerade sig som bäst på en femtonde plats på den svenska singellistan. På B-sidan fanns låten One More Chance. Melodin tog sig dock in på Trackslistan.

## Listplaceringar
| Lista (1990) | Topplacering |
| ------------ | ------------ |
| Sverige      | 15           |